# Jekatierina Kurakowa
Jekatierina Andriejewna Kurakowa (russisch Екатерина Андреевна Куракова / Jekaterina Andrejewna Kurakowa; englisch Ekaterina Kurakova; * 24. Juni 2002 in Moskau, Russland) ist eine ehemals russische, jetzt polnische Eiskunstläuferin, die Polen seit 2019 im Einzellauf vertritt. Sie ist fünffache polnische Meisterin (2020–2024).

## Leben

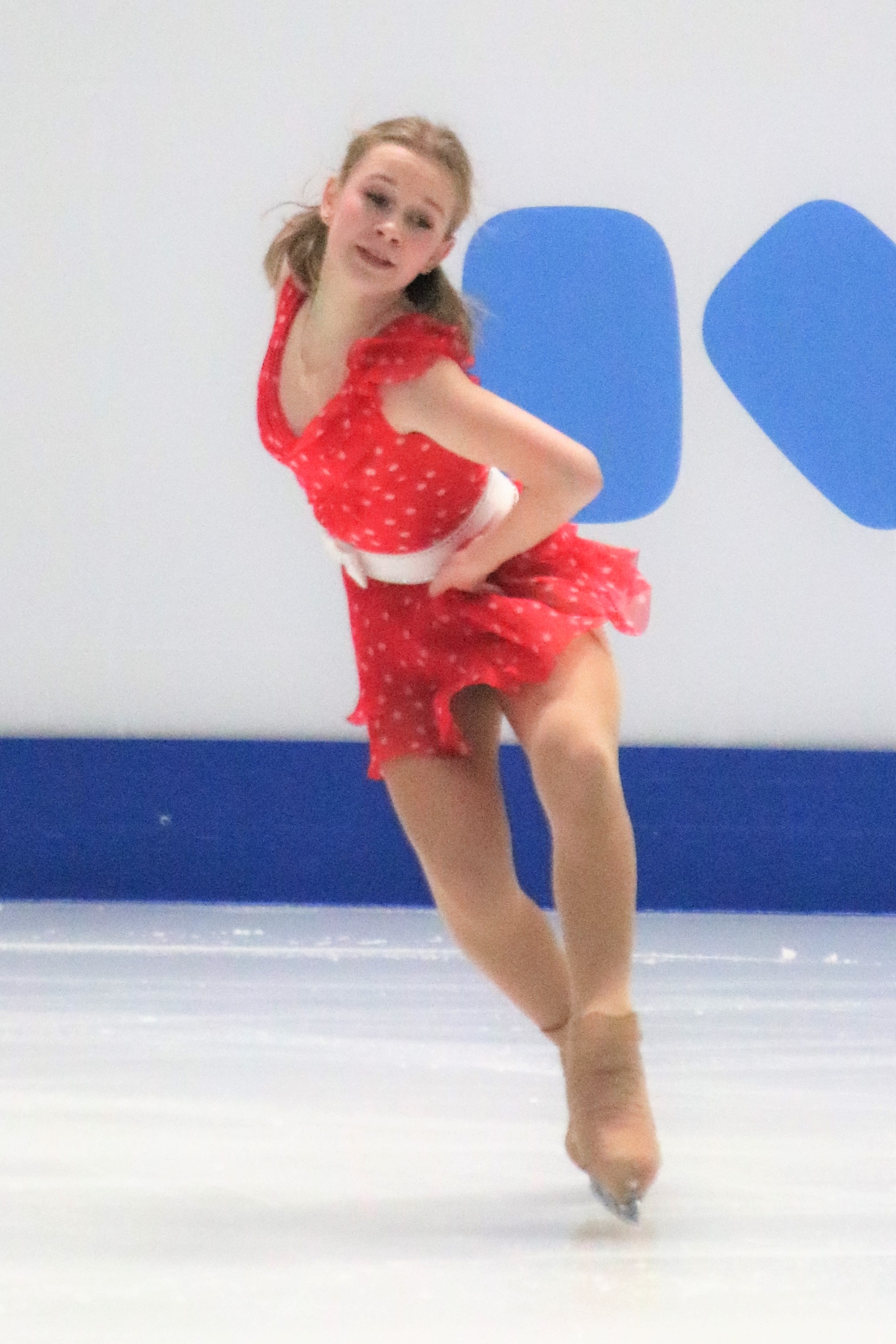
Kurakowa bei den Europameisterschaften 2020

Die gebürtige Russin begann 2006 mit dem Eiskunstlauf. Sie vertrat ihr Heimatland in vielen Nachwuchswettbewerben und gewann u. a. die Nachwuchskategorie der Bavarian Open in den Jahren 2014 und 2015, den Ice Star im Jahr 2014 sowie die Tallinn Trophy im selben Jahr. Auf Juniorenebene siegte sie 2016 und 2017 beim Toruń Cup.
Bereits 2017 entschied sich die Russin, die in Toruń lebt und trainiert, für Polen zu laufen. Im Oktober 2019 nahm Kurakowa offiziell die polnische Staatsbürgerschaft an. Sie erklärte diesen Entschluss mit der erheblichen Konkurrenz in ihrer Disziplin in Russland, die es ihr nicht erlaubt, an ausreichend Wettbewerben teilzunehmen.
Im selben Jahr gewann sie den Warschau Cup und Anfang 2020 den Toruń Cup. Nachdem die meisten Wettbewerbe 2020 aufgrund der COVID-19-Pandemie abgesagt worden waren, belegte Kurakowa 2021 hinter Alysa Liu bei der Nebelhorn Trophy den zweiten Platz. 
Nach ihrer Nominierung für das polnische Team nahm sie 2022 in Peking an ihren ersten Olympischen Winterspielen teil und belegte im Dameneinzel nach der Kür den zwölften Gesamtrang.